# Trifidacanthus unifoliolatus
Trifidacanthus unifoliolatus är en ärtväxtart som beskrevs av Elmer Drew Merrill. Trifidacanthus unifoliolatus ingår i släktet Trifidacanthus och familjen ärtväxter. Inga underarter finns listade i Catalogue of Life.